# Mariano Toedtli
Mariano Ramón Toedtli (Córdova, 23 de Março de 1976) é um futebolista argentino. Atua pelo Cádiz Club de Fútbol.

## Biografia
Atacante conhecido por sua força física e bom cabeceio.
Começou sua carreira no Cipolletti de Río Negro, clube argentino. Passou pelo Marítimo, onde brilhou, o que o levou a Espanha. Transferiu-se para o Salamanca, que jogava na segunda divisão espanhola, e fez 16 golos na competição, o que levou ao despertar de interesse pelo Sevilla. Jogou aí duas temporadas, onde não brilhou muito, foi emprestado ao Recreativo, passou depois pelo Ejido e atualmente joga no Cádiz.